# Alsótold
Alsótold ist eine ungarische Gemeinde im Kreis Pásztó im Komitat Nógrád.

## Geografische Lage
Alsótold liegt achteinhalb Kilometer nordwestlich der Kreisstadt Pásztó an dem kleinen Fluss Zsunyi-patak. Nachbargemeinden sind Cserhátszentiván, Felsőtold und Kozárd.

## Gemeindepartnerschaften
- Bicfalău, Rumänien
- Ozun, Rumänien, seit 2016

## Sehenswürdigkeiten
- Glockenturm (Harangláb)
- Mészáros–Veres-Landhaus (Mészáros–Veres-kúria), erbaut um 1830
- Römisch-katholische Kapelle Tours-i Szent Márton

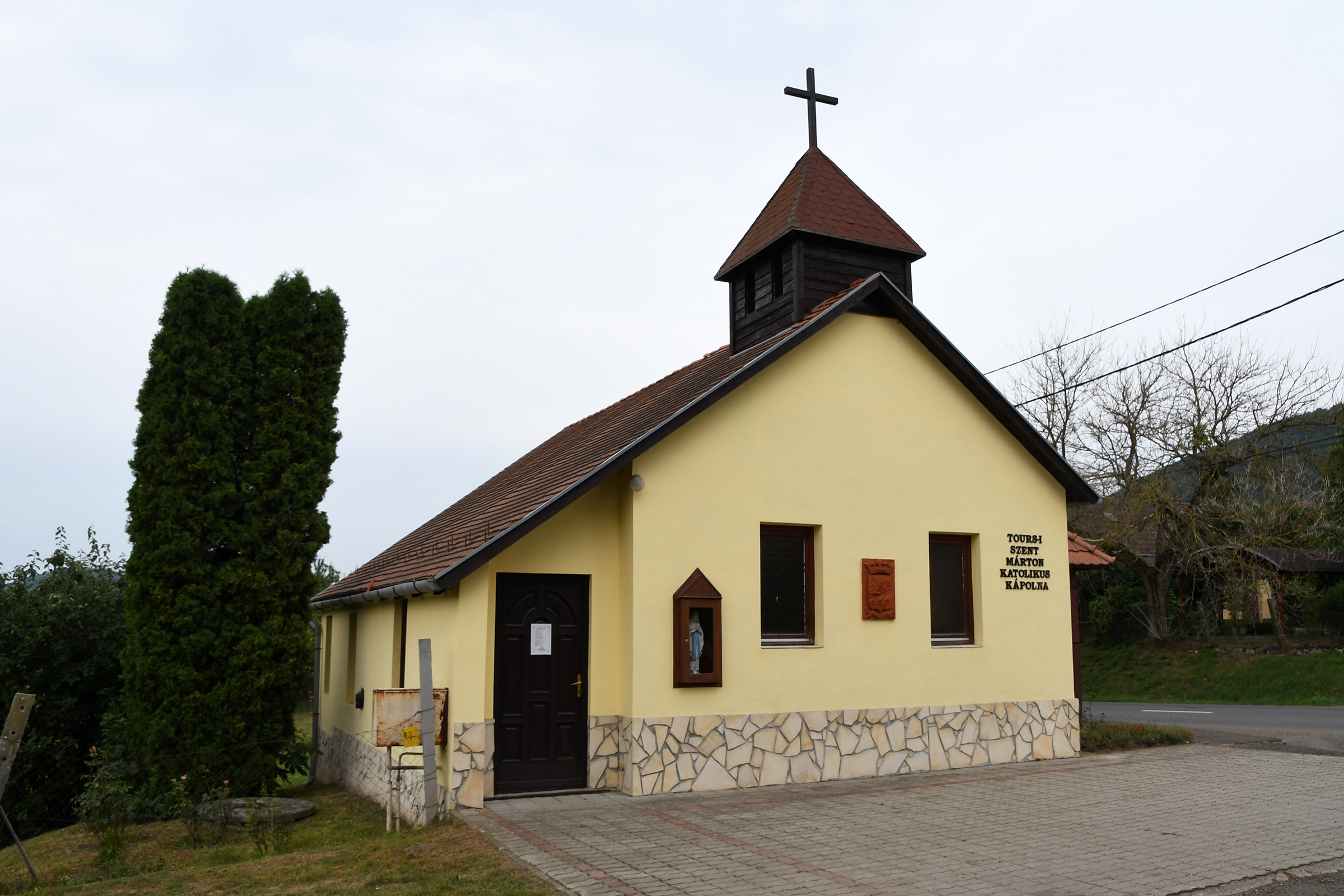
Römisch-katholische Kapelle Tours-i Szent Márton

## Verkehr
Durch Alsótold verlaufen die Landstraßen Nr. 2122 und Nr. 2123. Es bestehen Busverbindungen nach Felsőtold, Garáb, Csécse und Pásztó, wo sich der nächstgelegene Bahnhof befindet.